# Venaria Reale
Pour les articles homonymes, voir Reale.
Venaria Reale, [ve-na-rì-a] ou La Venarìa (en français Vénérie), est une ville italienne de la ville métropolitaine de Turin dans la région du Piémont. Cette ville d’environ 35 000 habitants est située à environ 8 km au nord-ouest de Turin et les communes limitrophes sont Robassomero, Caselle Torinese, Druento, Borgaro Torinese, Turin, Pianezza et Collegno.
La ville de Venaria a un climat continental et les températures moyennes sont inférieures d'environ 2 degrés par rapport à la ville de Turin, en raison de nombreux espaces ouverts. Le patrimoine artistique et naturel se compose du palais royal de Venaria Reale (Patrimoine mondial de l'UNESCO de 1997), de l'église de saint Hubert (conçue par l'architecte Filippo Juvarra), des appartements royaux de Borgo Castello et du parc régional La Mandria.
En 2013, le palais royal de Venaria est un des musées nationaux les plus visités en Italie.

## Environnement et climat
Située entre les rivières Ceronda et Stura di Lanzo, à une altitude de 264 m, la ville de Venaria Reale a un climat continental. Les températures moyennes sont inférieures d'environ 2 degrés par rapport à la ville de Turin, en raison de nombreux espaces ouverts. Très souvent de l’air froid arrive des vallées de Suse et de Lanzo. Des phénomènes de Föhn (vent sec et chaud) sont aussi présents. Le maximum de précipitations est  enregistré durant les mois d'avril et mai.

## Monuments et patrimoine
Le patrimoine artistique et naturel se compose du palais royal de Venaria Reale (patrimoine de l'humanité UNESCO depuis 1997), de l'église de saint Hubert (conçue par l'architecte Filippo Juvarra), des appartements Royaux de Borgo Castello et du parc régional La Mandria, l'une des plus importantes réalisations pour la sauvegarde de l'environnement en Europe.
Bâti durant le XVIIe et XVIIIe siècles comme résidence de chasse des Savoie, le palais baroque, avec ses immenses jardins, s'est dégradé au cours du XIXe siècle lorsqu'il est utilisé comme caserne. Le  projet de restauration "La Venaria Reale" a été l'un des programmes les plus importants de conservation et valorisation des biens culturels en Europe. Le palais royal de Venaria accueille aujourd’hui des nombreux événements artistiques et culturels, par exemple des expositions et des concerts. Le palais abrite également un centre d’études pour les restaurations. Le 7 mai 2011, Venaria Reale accueille le départ du Tour d'Italie pour les célébrations du 150e anniversaire de l'unification de l'Italie. En 2013, le Palais royal de Venaria est un des musées nationaux les plus visités en Italie.
Le centre historique de la Venaria « Borgo Antico », est conçu entre 1667 et 1690 par Amedeo di Castellamonte comme un paysage urbain qui devait, par la « Via Maestra »  (aujourd'hui Via Mensa), souligner l'entrée au palais royal de Venaria Reale. Les arcades de Via Mensa, dans le passé riches en boutiques d'artisanat, sont transformées aujourd'hui en restaurants et petits bistrots. Sur la « Piazza dell'Annunziata » on retrouve l'église paroissiale de la Nativité de la Vierge Marie et l’hôpital civil.

## Économie et transports
L'économie du XXe siècle est principalement basée sur les activités locales industrielles (métaux, produits chimiques, matières plastiques). Depuis les années 1980, cependant, il y a une forte décroissance de l'activité industrielle. Cette désindustrialisation de la zone, avec la réduction conséquente de la richesse de la population, est atténuée avec la longue restauration du palais royal de Venaria (1980 - 2005). Cette restauration, grâce aux contributions européennes et italiennes, permet la formation d'une industrie touristique florissante, basée sur les visites du patrimoine artistique et naturel de la ville (hébergement, restauration, magasins avec spécialités locales, etc.).
La ville est desservie par l'autoroute de Turin Nord. La gare de Venaria Reale est située dans le centre-ville. Venaria Reale est desservie par les lignes de bus suivantes, pour Turin : 11, 72, 72 /, VE1, Venaria Reale Express ; pour Druento : 59. Venaria Reale a un aéroport militaire actif. L'aéroport de Turin (Caselle Torinese) est facilement accessible par le service ferroviaire métropolitain. Venaria est également desservie par un service de « bike sharing » pour Turin et les municipalités environnantes.

## Sport
La ville accueille le grand départ du Tour d'Italie 2024. 

## Administration et population
Les maires de la ville ont été Nicola Pollari (centre-gauche, 2005-2010), Giuseppe Catania (centre-gauche, 2010-2014), Maurizio Gatto (commissaire intérimaire, 2014 -). En novembre 2014, la population est de 34 339 habitants. Parmi les personnes célèbres liées à Venaria Reale, il faut citer, par exemple, Michele Lessona (médecin, auteur et sénateur du royaume d'Italie), Tancredi Milone (acteur), Aldo Picco (partisan). Le code postal de la ville est 10078.

### Hameaux
Altessano

### Communes limitrophes
Robassomero, Caselle Torinese, Druento, Borgaro Torinese, Turin, Pianezza, Collegno

## Jumelages
- Vizille (France)

Voir aussi
- Liste des villes italiennes de plus de 25 000 habitants
- Palais royal de Venaria